# Adolf Loos
Adolf Loos (Brno, 10 de diciembre de 1870-Viena, 23 de agosto de 1933) fue un arquitecto austriaco. Cursó estudios en la Escuela Profesional de Reichenberg y en la Politécnica de Dresde. En la ciudad de Chicago trabajó como albañil, entarimador y delineante. Posteriormente realizó obras en diversos países de Europa, tales como Austria, Francia y en Viena comienza a ejercer como arquitecto municipal, trabajando en el Ministerio de Vivienda.

## Vida
Nació en 1870 en Brno, en la región de Moravia. Tenía sólo once años cuando murió su padre, cantero de profesión. Fue un niño rebelde que fracasó en varios intentos de ingresar a la escuela de arquitectura, accediendo entonces en la Escuela de Arte y Oficios de Reichenberg en Bohemia. Entre 1890 y 1893 asistió a la Escuela Politécnica de Dresde, sin lograr el título de arquitecto. Contrajo sífilis en los burdeles de Viena, a resultas de la cual quedaría estéril y sería repudiado por su madre en 1893. Ese mismo año viajó a Estados Unidos para visitar la Exposición Universal de Chicago, permaneciendo tres años en aquel país (1893-1896), durante los cuales desempeñó diversos trabajos, desde lavaplatos hasta periodista. Su estancia en Estados Unidos y el contacto con la cultura anglosajona le causaron una profunda impresión que a la postre influiría decisivamente en sus criterios estéticos. En 1896 volvió a Viena tras pasar por Londres y París. Establecido en Viena, comienza a trabajar como arquitecto en esta ciudad.
En 1899 revolucionó la arquitectura vienesa con la construcción del Café Museum. En 1908 escribió un famoso artículo denominado Ornamento y delito, en el que proclamaba que la evolución estética llevaría naturalmente a la desaparición del adorno y el ornato, así establecía:

Como el ornamento ya no está unido orgánicamente a nuestra cultura, tampoco es ya la expresión de ésta.

Más adelante, en 1924, sin embargo, matizó esta radical afirmación en su artículo Ornamento y educación: 

Nuestra educación se basa en la formación clásica. Un arquitecto es un albañil que ha estudiado latín. Sin embargo, los arquitectos modernos más bien parecen ser esperantistas. La enseñanza del dibujo debe partir del ornamento clásico.

La enseñanza clásica, a pesar de las diferencias de lenguaje, y de fronteras, ha creado la unidad de la civilización occidental. Renunciar a dicha enseñanza seria destruir esa unidad. Por ello, no solamente se ha de cuidar el ornamento clásico, sino que hay que ocuparse de los ordenes de las columnas y de las molduras.

Al finalizar la I Guerra Mundial, el primer presidente de Checoslovaquia, Tomáš Masaryk, le concedió la nacionalidad checa. Poco después, en 1921, fue nombrado arquitecto jefe del Ayuntamiento de Viena, puesto del que dimitió en 1924, tras lo cual viajó a Francia, donde residió los cinco años siguientes.
En julio de 1902 se casó con Carolina Catherina Obertimpfler (Lina Loos), de quien se divorció en 1905. En 1918 se le diagnosticó cáncer. En 1919 se volvió a casar, esta vez con la cantante y bailarina Elsie Altmann Loos, de la que también se separaría siete años más tarde. Su última mujer fue Claire Beck, de la que acabaría divorciándose en 1932.
A los cincuenta años protagonizó un escándalo de pedofilia, y a los sesenta y dos estaba en la ruina.

## Periodo arquitectónico
Es considerado uno de los precursores del racionalismo arquitectónico. A raíz de sus postulados, polemizó con los modernistas, que formaban la denominada Secesión de Viena y que sostenían un punto de vista antagónico de la arquitectura, así como con los tempranos defensores de la modernidad arquitectónica en general (Mi escuela de arquitectura, 1913): 

En lugar del modo de construir enseñado en nuestras escuelas superiores, que, en parte, consiste en la adaptación de estilos de construcción pasados a nuestras necesidades actuales y, en parte, se halla orientado a la búsqueda de un estilo nuevo, quiero imponer mi enseñanza: la tradición.

 Estuvo en contacto con artistas e intelectuales de las vanguardias europeas de la época, como Schönberg, Kokoschka y Tristan Tzara. También fue un gran polemista, y publicó numerosos artículos de opinión, entre los que son hoy especialmente conocidos Ornamento y delito (1910) y Arquitectura (1910). Él mismo puso en marcha una revista, Das Andere (“lo Otro”), en la que expuso sus ideas.

## Su arquitectura
Su arquitectura busca ser práctica, duradera y bien construida, con especial atención a los materiales nobles y de calidad (como deja patente en su "Teoría del revestimiento"). Para Loos, la arquitectura es distinta de las artes aplicadas, por considerarla la madre de todas ellas.
Introdujo un nuevo concepto en sus obras, el "Raumplan". El concepto del Raumplan consiste en que Loos diseñaba cada una de las habitaciones, cada uno de los espacios, conforme a la función que iban a desempeñar. Afirmaba que un dormitorio, por ejemplo, no tiene la misma importancia que una sala de estar, que es un espacio de representación. De la importancia de las habitaciones dependía su tamaño o la altura del techo. Ante la complejidad de disponer una casa con espacios de diversas alturas, Loos situaba los cuartos a lo largo de un eje imaginario en la casa como si rotasen en una espiral. 

## Obras más destacadas

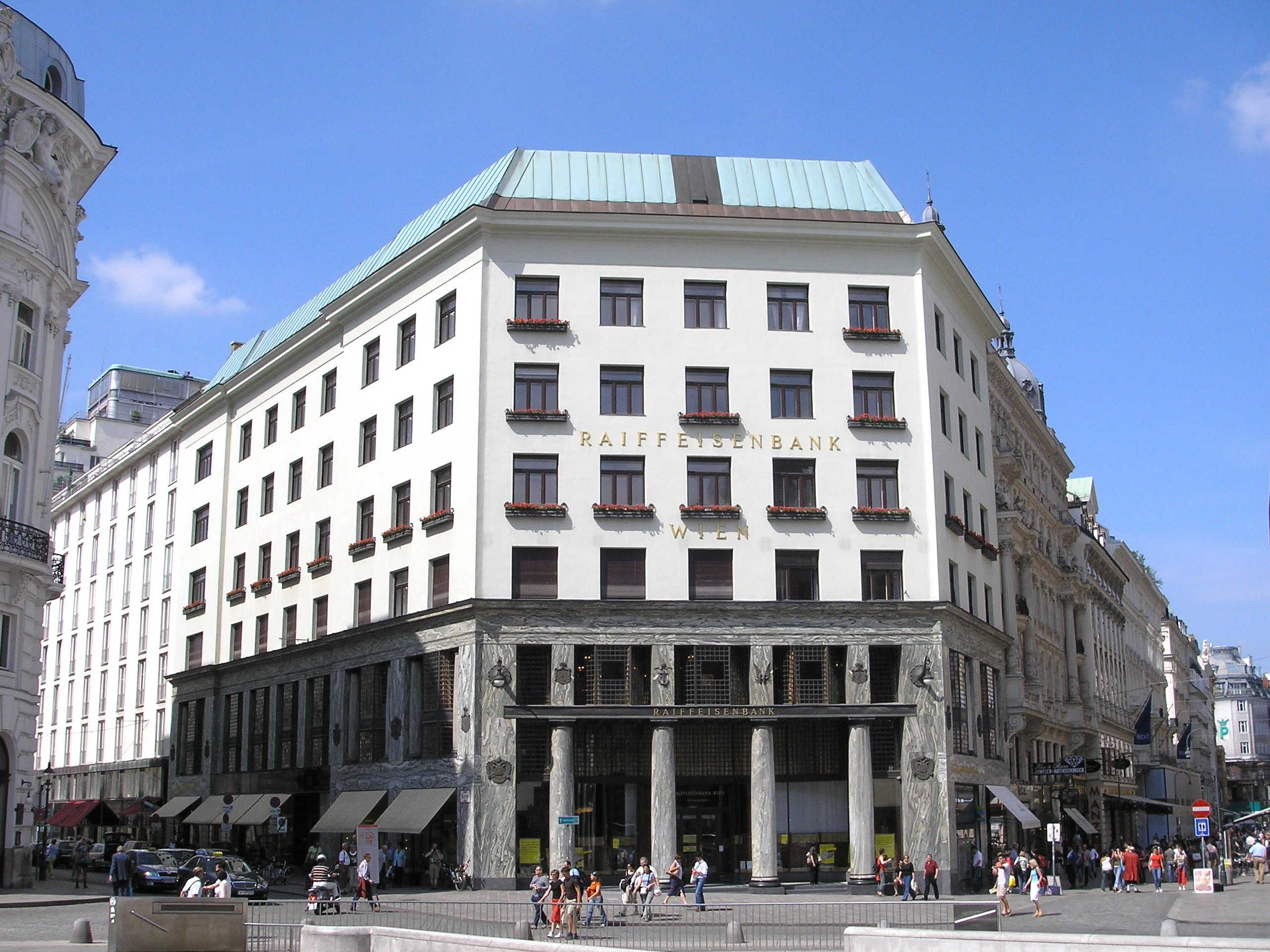
La antigua Sastrería Goldman & Salatsch, fue construido entre 1910 y 1911, constituye actualmente la sede de un banco, se encuentra ubicado en la Michaelerplatz, en Viena, situado frente al Hofburg, el palacio de los Habsburgo, con el que establece una lucha visual. Sus tres primeros pisos están recubiertos con mármol —la zona comercial de la sastrería—, y en los siguientes se da una fachada completamente lisa. Es un buen ejemplo de desornamentación.

Entre sus obras, totalmente vanguardistas y tendentes a la eliminación ornamental, se encuentran:
- Sastrería Goldman & Salatsch, también conocido como Casa Loos, (Viena, 1910): Edificio situado frente al Hofburg, el Palacio barroco de los Habsburgo, por lo que establece una lucha visual. Este edificio es uno de los exponentes del modernismo. Los tres primeros pisos están recubiertos con mármol —sastrería—, y en los siguientes se da una fachada completamente lisa. Es un buen ejemplo de desornamentación. En el interior del edificio, Loos intenta una flexibilidad en el espacio; tiene desniveles; el contorno y las formas vienen determinados por el espacio —funcionalismo—. En sus obras suele utilizar los espejos como forma de ampliar el espacio. Fue un edificio muy criticado; Loos tuvo que dar una conferencia cuyo título era Mein Haus am Michaelerplatz ("Mi casa en Michaelerplatz"), a la que acudieron dos mil asistentes, explicando su obra porque la sociedad del momento no la aceptaba. Las autoridades municipales pusieron muchos impedimentos a la realización de la fachada.[8]

- Su intervención en el Café Museum de Viena (1899) fue el símbolo de una revolución cultural para la ciudad. Para el diseño de este café, Loos renunció por completo a cualquier tipo de adorno.

- Villa Karma en Montreux (Suiza, 1903-1906): Esta villa es un ejemplo excepcional de su "Teoría del Revestimiento", utilizando abundante mármol para revestir suelos y paredes, madera para paredes y techos, así como láminas de cobre para el techo del comedor. El contraste de materiales queda realzado por el diseño de las distintas habitaciones. Desornamentación. Planta cuadrangular con torre en esquina. Posee una logia o galería acristalada.

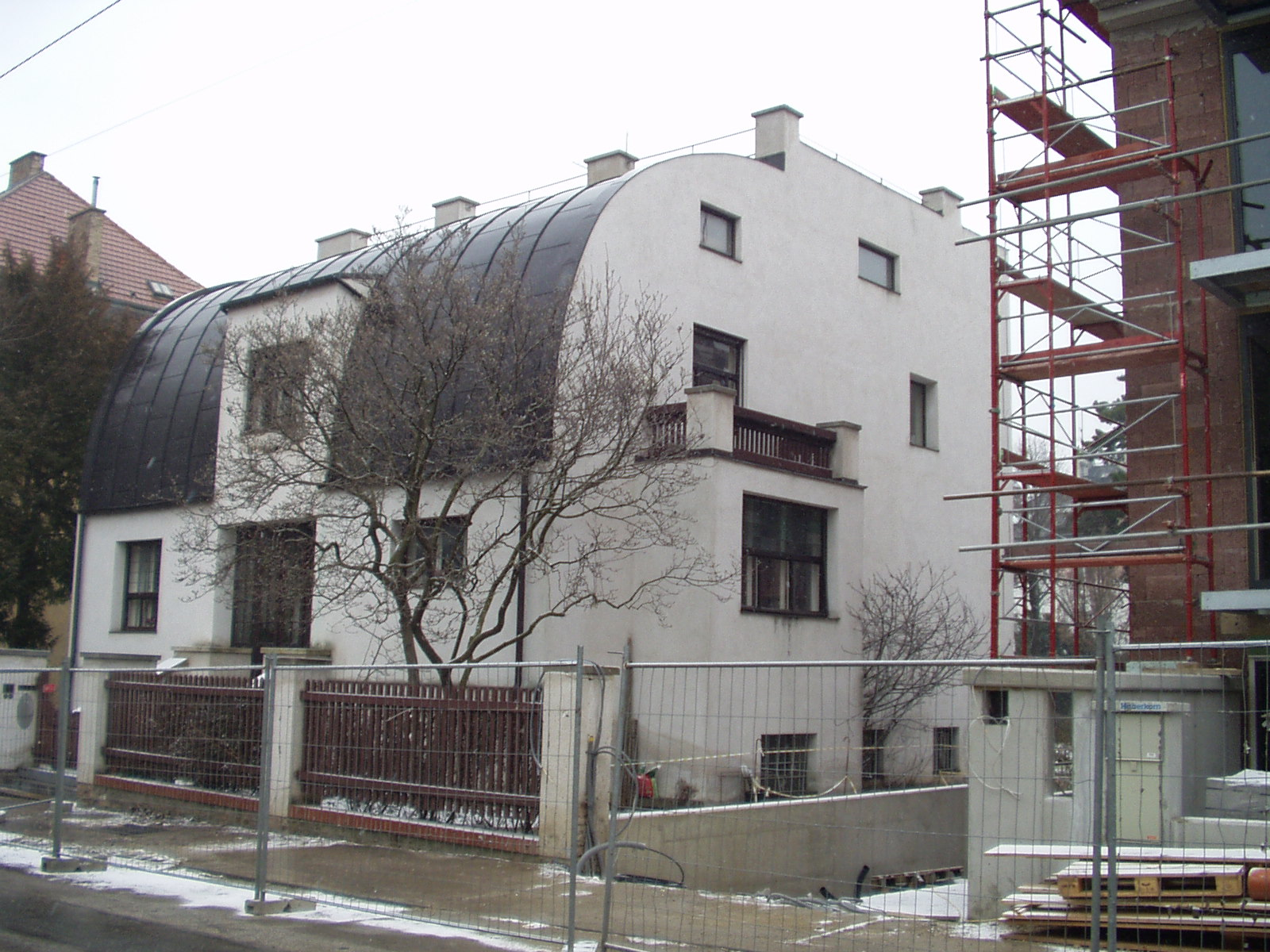
Casa Steiner en Viena, convertida en un icono de la arquitectura moderna.

- La casa Steiner de 1910, en Viena: En la casa Steiner, se da un importante juego geométrico (virtuosismo), con terrazas escalonadas. (Le Corbusier se interesará por las obras de Loos). Completa desornamentación exterior. La cubierta es un cuarto de circunferencia. Asimetría y frecuentes desniveles (en fachada se ven nivel y medio, pero por detrás hay tres). La desnudez de la fachada se cubre con vegetación.

- Casa Tristan Tzara (1926). Fue diseñada para un escritor francés de origen rumano Tristan Tzara. Presenta fachada de cinco pisos, está dividida en dos partes simétricas, la inferior acabada en piedra, y la superior revocada. Grandes muros con ventanas relativamente pequeñas, le dan una presencia casi cultural. Concepto de Raumplan. Se limita solo al revestimiento de los pilares con planchas atornilladas de madera contrachapada.

- Proyecto de Casa para Josephine Baker (1927): Proyecto no realizado de casa en esquina para la cantante y bailarina norteamericana Joséphine Baker, en París, recubierta de tiras de mármol negro y blanco (Teoría del revestimiento). Loos que era una gran aficionado al baile, su segunda esposa era bailarina, había conocido a Baker en 1926, diseñó esta casa como un homenaje a la bailarina.

- Casa Moller (Viena, 1927-1928). Fachada aparentemente desordenada. Se da una simetría bilateral. Interior laberíntico. Hay desniveles: escaleras.

- Casa Müller (Praga, 1930). No hay orden ni simetría. Influirá mucho en Le Corbusier. Empleo de la cubierta plana y del cromatismo en las cristaleras. En el interior, importancia de los materiales (madera, mármoles, espejos, etc), paramentos lisos, bancos adosados (mobiliario anglosajón).

## Temática de sus construcciones
Las obras de Loos contienen tres conceptos arquitectónicos basados en sus estudios y observaciones:
1.	Raumplan o Arquitectura de la Planta Espacial:  Es la distribución de las habitaciones con diferentes alturas dependiendo de sus funciones.
2.	Teoría del Aterrazamiento:  Consiste en la posibilidad de acceder desde cada dormitorio a la terraza, como símbolo de libertad personal.
3.	Teoría del Revestimiento:  Se basa en la utilización de materiales para desligar las funciones espaciales.

## Lista de obras (cronológicamente)

### Antes de 1900
- 1897 Sastrería Ebenstein, Viena, Austria.
- 1898 Proyecto de un teatro de 4000 plazas, Viena, Austria.
- 1898 Diseño de una tumba.
- 1898 Tienda de ropa masculina Goldman & Salatsch, Viena, Austria.
- 1899 Café Museum, Viena, Austria.
- 1899 Piso de Hugo Haberfeld, Viena, Austria.
- 1899 Piso de Eugen Stoessler, Viena, Austria.
- 1899 Bocetos de interiores.
- 1899 Proyecto de iglesia conmemorativa del jubileo del káiser Francisco José, Viena, Austria.

### 1900 a 1905
- 1900 Vivienda de los Turnowsky, Viena, Austria.
- 1900 Boceto de un teatro con tímpano.
- 1900 Replanteamiento de la fachada de un edificio, Brno, República Checa.
- 1900 Decoración de las salas del Frauenklub, Viena, Austria.
- 1900 Piso de Otto Stoessl, Viena, Austria.
- 1900 Piso de Hugo Steiner, Viena, Austria.
- 1901-1903 Piso de Leopold Langer, Viena, Austria.
- 1902 Piso de Alfred Sobotka, Viena, Austria.
- 1903 Piso de Ferdinand Reiner, Viena, Austria.
- 1903 Casa de cambio de Leopold Langer, Viena, Austria.
- 1903 Vivienda de Adolf Loos, Viena, Austria.
- 1903 Piso de Gustav Rosenberg, Viena, Austria.
- 1903 Piso de Jakob Langer, Viena, Austria.
- 1903 Piso de Reitler, Viena, Austria.
- 1903 Piso de Clothilde Brill, Hinterbrühl, Austria.
- 1903 Piso de Michael Leiss, Viena, Austria.
- 1903-1906 Villa Karma, Clarens, Suiza.
- 1904 Piso de Wagner-Wünsch, Viena, Austria.
- 1904 Piso de Georg Weiss, Viena, Austria.
- 1904 Banco en la Mariahilferstrasse, Viena, Austria.
- 1904 Tienda Steiner, Viena, Austria.
- 1904 Piso de Elsa Gall, Viena, Austria.
- 1904-1905 Piso de Emmanuel Aufricht, Viena, Austria.
- 1905 Piso de Hedwig Kanner, Viena, Austria.
- 1905 Piso de Alfred Kraus, Viena, Austria.
- 1905 Piso de Josef Wertheimer, Viena, Austria.
- 1905 Piso de Carl Reininghaus, Viena, Austria.
- 1905 Piso de Hermann Schwarzwald, Viena, Austria.
- 1905 Piso de Ludwig Schweiger, Viena, Austria.

### 1906 a 1910
- 1906 Piso de V. Groser, Viena, Austria.
- 1906 Piso de Emmy Piringer, Viena, Austria.
- 1906 Piso de Rudolf Türkel, Viena, Austria.
- 1906 Oficina de Arthur Friedmann, Viena, Austria.
- 1906 Pabellón de exposiciones de la empresa Siemens, Reichenberg, Alemania.
- 1906-1907 Piso de Arthur Friedmann, Viena, Austria.
- 1907 Tienda de plumas y adornos Sigmund Steiner, Viena, Austria.
- 1907 Bocetos de un edificio con torre, Viena, Austria.
- 1907 Proyecto para el Ministerio de la Guerra, Viena, Austria.
- 1907 Piso para Willy Hirsch, Pilsen, República Checa.
- 1907 Piso para Rudolf Kraus, Viena, Austria.
- 1907 Piso para Paul Khuner, Viena, Austria.
- 1908 Kärntner Bar, Viena, Austria.
- 1908 Piso de Arthur Friedmann, Mähren, Alemania.
- 1908-1909 Piso de R. Fischl, Viena, Austria.
- 1908-1909 Bocetos para el Museo Técnico, Viena, Austria.
- 1908-1909 Piso de Otto Beck, Pilsen, República Checa.
- 1909 Proyecto para un hotel, Viena, Austria.
- 1909 Proyecto de un barrio de casas con terrazas, Viena, Austria.
- 1909 Bocetos para la remodelación de la Karlsplatz, Viena, Austria.
- 1909-1911 Casa en Michaelerplatz (Looshaus), Viena, Austria.
- 1909-1913 Sastrería Knize, Viena, Austria.
- 1909-1913 Piso de Julius Bellak, Viena, Austria.
- 1910 Casa Steiner, Viena, Austria.
- 1910 Proyecto de unos grandes almacenes, Alejandría, Egipto.
- 1910 Reforma de la casa Epstein, Viena, Austria.
- 1910 Piso de Armin Horowitz, Viena, Austria.
- 1910-1911 Reforma de la casa Goldman, Viena, Austria.

### 1911 a 1914
- 1911-1912 Reforma de la villa Stoessl, Viena, Austria.
- 1912 Librería Manz, Viena, Austria.
- 1912 Piso de Valentin Rosenfeld, Viena, Austria.
- 1912 Proyectos de chalets en la montaña.
- 1912 Proyecto de la escuela Schwarzwald, Viena, Austria.
- 1912 Boceto de un teatro, Viena, Austria.
- 1912 Proyecto de actuación sobre la ciudad histórica, Viena, Austria.
- 1912-1913 Casa Scheu, Viena, Austria.
- 1913 Piso de Robert Stein, Viena, Austria.
- 1913 Proyecto de reforma del Anglo-Österreichische Bank, Viena, Austria.
- 1913 Piso de Josef Halban-Selma Kurz, Viena, Austria.
- 1913 Proyecto de la casa del guarda de la escuela Schwarzwald, Semmering, Austria.
- 1913 Proyecto para un Gran Hotel, Semmering, Austria.
- 1913 Café Capua, Viena, Austria.
- 1913 Casa Horner, Viena, Austria.
- 1913 Proyecto de la escuela Schwarzwald, Semmering, Austria.
- 1914 Remodelación de la Zentralsparkasse, Viena, Austria.
- 1914 Piso de Paul Mayer, Viena, Austria.
- 1914 Piso y obrador de la sastrería G. Hentschel, Viena, Austria.
- 1914 Piso de Emil Löwenbach, Viena, Austria.

### 1915 a 1920
- 1915 Gimnasio de la escuela Schwarzwald, Viena, Austria.
- 1915-1916 Reforma de la villa Duschnitz, Viena, Austria.
- 1916 Reforma de la villa Mandl, Viena, Austria.
- 1916-1919 Refinería de azúcar, Rohrbach, República Checa.
- 1917 Proyecto del monumento a Francisco José, Viena, Austria.
- 1918 Cantina de la Alt-Brünner Zuckerfabrik, Brno, República Checa.
- 1918 Proyecto de adaptación y reforma del palacio Krasicyn, Przemysl, Polonia.
- 1918 Fachada del comercio de Hugo & Alfred Spitz, Viena, Austria.
- 1918 Proyecto de una casa de campo para Leo Sapieha.
- 1918-1919 Chalet del director de la refinería de azúcar, Rohrbach, República Checa.
- 1919 Reforma de villa Strasser, Viena, Austria.
- 1919 Tumba de Peter Altenberg, Viena, Austria.
- 1919 Diseño para una reforma del Banco Nacional, Viena, Austria.
- 1919 Proyecto de villa Konstandt, Olomuc, República Checa.
- 1920 Cocina comunitaria de la Lainzer-Siedlung.

### 1921 a 1925
- 1921 Casas de la colonia Lainz, Viena, Austria.
- 1921 Proyecto del mausoleo de Max Dvorák, Viena, Austria.
- 1921 Proyecto de villa Bronner, Viena, Austria.
- 1921 Patente de un Esquema de construcción.
- 1922 Reforma de villa Reitler, Viena, Austria.
- 1922 Proyecto de villa Stross, Viena, Austria.
- 1922 Reforma del Arbeiterbank, Viena, Austria.
- 1922 Reforma del Merkurbank, Viena, Austria.
- 1922 Piso de Hugo Kallberg, Viena, Austria.
- 1922 Reforma de casa Steiner, Viena, Austria.
- 1922 Proyecto de la casa de campo Haberfeld, Gastein, Austria.
- 1922 Proyecto de edificios con patio junto a los Modena-Gründe, Viena, Austria.
- 1922 Proyecto Columna del Chicago Tribune, Chicago, EE UU.
- 1922 Villa Rufer, Viena, Austria.
- 1922 Diseño de un edificio multifuncional.
- 1922-1923 Proyecto de la Siedlung Südost, Viena, Austria.
- 1923 Proyecto de un núcleo de veinte chalets con terrazas, Costa Azul, Francia.
- 1923 Proyecto de la villa Moissi, Venecia, Italia.
- 1923 Proyecto de una casa con patio.
- 1923 Proyecto del Sport Hotel, París, Francia.
- 1923 Proyecto de la villa Verdier, Le Lavandou, Francia.
- 1923 Decoración de la empresa Erich Mandl, Viena, Austria.
- 1923 Proyecto de la villa Simon, Viena, Austria.
- 1923 Proyecto del Grand Hotel Babylon, Niza, Francia.
- 1923 Unidad de viviendas, Viena, Austria.
- 1923 Casa de campo Spanner, Gumpoldskirchen, Austria.
- 1923 Proyecto de un edificio municipal, Ciudad de México, México.
- 1923-1924 Salón de moda masculina P.C. Leschka & C., Viena, Austria.
- 1924 Tienda Knize, Berlín, Alemania.
- 1924 Proyecto de casa Rubinstein, París, Francia.
- 1924 Proyecto de villa Flesch, Seine-et-Marne, Francia.
- 1924 Proyecto de un hotel, París, Francia.
- 1924 Otto Haas-Hof, Viena, Austria.
- 1924 Proyecto de un pabellón de exposiciones, París, Francia.
- 1924 Proyecto de las cuadras del conde de SanguskoSudáfrica.
- 1925 Proyecto de un palacio de exposiciones, Tientsin, China.
- 1925 Proyecto de un edificio de oficinas, París, Francia.
- 1925 Decoración del comedor de von Bauer, Brno, República Checa.
- 1925-1926 Proyecto de un piso de Adolf Loos, París, Francia.

### 1926 a 1933
- 1926 Montaje de una ópera para Arnold Schönberg, París, Francia.
- 1926-1927 Casa de Tristan Tzara, París, Francia.
- 1927 Tienda Knize, París, Francia.
- 1927 Proyecto Casa de Josephine Baker, París, Francia.
- 1927-1928 Casa Moller, Viena, Austria.
- 1928 Casa Hans Brummel, Pilsen, República Checa.
- 1928 Reforma de la casa comercial Zelenka, Viena, Austria.
- 1928-1930 Villa Müller, Praga, República Checa.
- 1929 Piso para Josef Vogl, Pilsen, República Checa.
- 1929 Reforma de la villa Kapsa, Praga, República Checa.
- 1929 Piso de Willy Hirsch, Pilsen, República Checa.
- 1929 Piso de Leopold Eisner, Pilsen, República Checa.
- 1929 Piso de Leo Brummel, Pilsen, República Checa.
- 1929-1930 Entrada de la industria textil Albert Matzner, Viena, Austria.
- 1929-1930 Casa de campo Khuner, Kreuzberg, Austria.
- 1930 Piso de Victor von Bauer, Brno, República Checa.
- 1930 Proyecto de reforma de unos grandes almacenes.
- 1930 Proyecto del salón de baile del Automóvil Club, Pilsen, República Checa.
- 1930 Proyecto de casa unifamiliar, París, Francia.
- 1930 Vivienda del guarda de la casa Khuner, Kreuzberg, Austria.
- 1930 Piso de Willy Kraus, Pilsen, República Checa.
- 1930 Decoración de la consulta del doctor Teichner, Pilsen, República Checa.
- 1931 Pisos piloto del Werkbund, Viena, Austria.
- 1931 Siedlung Babí, Náchod, República Checa.
- 1931 Diseño de su propia tumba, Viena, Austria.
- 1931 Proyecto de villa Fleischner, Haifa, Israel.
- 1931 Juego de vasos.
- 1931 Proyecto de un hotel, Juan-les-Pins, Francia.
- 1931 Proyecto de reforma de casa Jordan, Brno, República Checa.
- 1931 Reforma de la clínica Esplanade, Karlsbad, Alemania.
- 1931 Comedor en la exposición de Colonia, Colonia, Alemania.
- 1931 Proyecto de un edificio de miniviviendas, Praga, República Checa.
- 1931 Proyecto de adaptación de la villa Mercedes-Jellinek, Niza, Francia.
- 1931-1932 Piso de Olly Naschauer, Pilsen, República Checa.
- 1931-1932 Piso de Hugo Semmler, Pilsen, República Checa.
- 1931-1932 Villa Winternitz, Praga, República Checa.
- 1931-1933 Casa unifamiliar de Mitzi Schnabl, Viena, Austria.
- 1932 Proyecto de la casa de campo Klein, Marienbad, Alemania.
- 1933 La última casa, Praga, República Checa.

## Publicaciones
- Adolf Loos, "Ornamento y Delito" en *1908, en el que critica el uso del ornamento, defendiendo que no es propio de la época.

Consulta en línea de ornamento y delito en español